# Zorzines inokoi
Zorzines inokoi là một loài bướm đêm trong họ Noctuidae.